# 鵜鳥神社
鵜鳥神社（うのとりじんじゃ、うねどりじんじゃ）は、岩手県下閉伊郡普代村に存在する神社。藩政時代には卯子酉神社と呼ばれていた。分霊神社も遠野市の卯子酉様等11社以上存在する。

## 由緒
義経北行伝説のコースの一つとされる。伝説では、史実にて義経主従が落命したとされる平泉（1189年、衣川の戦い）から密かに脱出し、翌年に辿り着いたこの地で「七日七夜にわたって、海上安全、武運長久、諸願成就を祈り、社殿を建立し、祭典を執行するよう命じた」と伝えられている。

## 歴史
開山は大同2年(807年)とされる。奥宮とも呼ばれる本殿は寛政4年（1792年）と明治35年（1902年）に2度火災に遭い、神殿は明治45年（1912年）に、拝殿は昭和8年（1933年）に新築された。

## 境内
山門に近い側に遥拝殿と神楽殿が、遥拝殿を潜り参道を約30分進むと卯子酉山の山頂の一つに奥宮（本殿）が存在する。

### 夫婦杉
参道途中には夫婦杉がある。樹齢は推定約400年、樹高45ｍの大木。地面から4〜5ｍのところで主幹が二つに分かれて、それぞれ天にそびえている。1984年（昭和59年）10月1日、村から天然記念物に指定された。

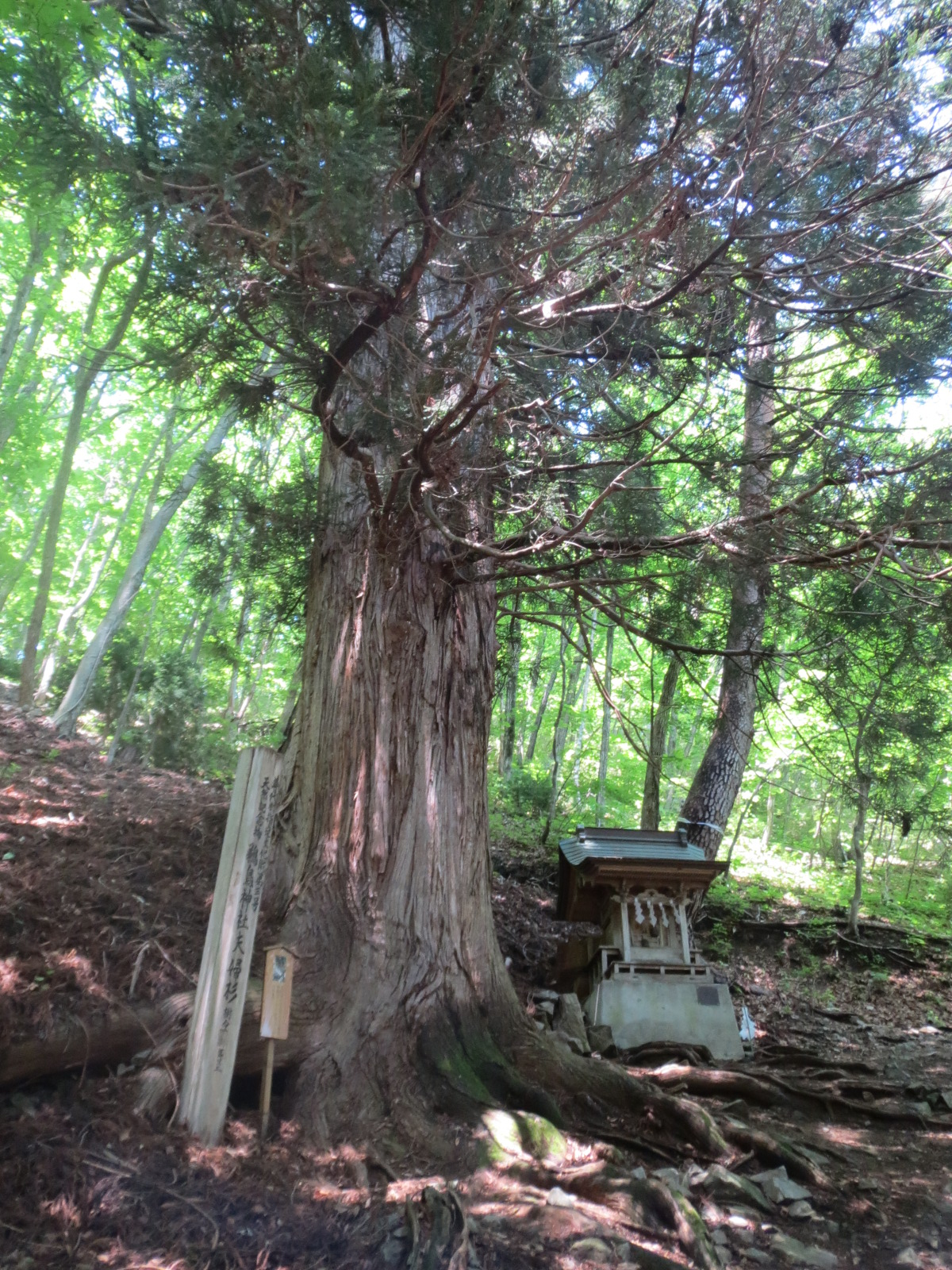
夫婦杉

## 鵜鳥神楽
毎年旧暦の4月8日に行われる例大祭で披露される鵜鳥神楽は鎌倉時代から続く山伏神楽の1種。2015年3月2日に重要無形民俗文化財に指定されている。岩手県内では他に早池峰神楽、黒森神楽等が指定されている。

## 交通アクセス
- 三陸鉄道リアス線普代駅から普代村営バス利用。
  - 平日の場合、｢鳥居線｣
  - 土・日・祝日の場合、「村内周遊観光バス　鵜鳥神社前行」
    - 以上の路線で、「鵜鳥神社前」下車。